# Le Club des 400 coups
Pour plus de détails, voir Fiche technique et Distribution.
Le Club des 400 coups est un film français réalisé par Jacques Daroy, sorti en 1953.

## Fiche technique
- Titre : Le Club des 400 coups
- Réalisation : Jacques Daroy
- Scénario : Jacques Rey, d'après le roman de Pierre Clarel
- Dialogues : Pierre Clarel
- Photographie : Jean Lehérissey
- Musique : Charles Humel
- Montage : Jeanne Rongier
- Sociétés de production : Les Films Paradis - Les Films Fernand Rivers
- Pays d'origine :  France
- Durée : 91 minutes
- Date de sortie : 
  - France - 15 juillet 1953

## Distribution
- Gérard Landry - Gérard Ginot
- Michèle Philippe - Monique de Saint-Febvrier
- Henri Vilbert - Le curé
- Antonin Berval - 	M. de Saint-Febvrier (as Berval)
- Fransined - Machirou
- Henri Arius - Le maire
- Charles Blavette - Le garde
- Annie Hémery : la grand-mère
- Marie Albe
- Max André
- Bréols
- Armand Coppello
- Jean Panisse
- Yvonne Gamy
- Jenny Hélia